# Baía da Areia da Quinta
A baía da Areia da Quinta é uma baía portuguesa localizada no concelho da Horta, ilha do Faial, Açores.
Esta baía localiza-se entre a ponta dos Cedros e a baía da Ribeira das Cabras frente à localidade da Ribeira Funda, dentro das coordenadas geográficas de latitude 38.61 e de longitude -28.75.